# 佐藤楠大
佐藤 楠大（さとう なお、2000年〈平成12年〉7月27日 - ）は、CBCテレビのアナウンサー。

## 来歴
- 神奈川県川崎市出身（愛知県名古屋市生まれ[4][3]）。名前の由来は、未熟児で生まれたため、楠のように大きく育って欲しいということからである[4]。中央大学法学部政治学科メディア専攻卒業[3][5]。

### 学生時代
- 大学時代は子育て応援アイドル「ALOMA」のメンバーとして活動している[3]。イベントの司会など「話すこと」はとても好きだったものの、それを「本気で向き合って仕事にする」という覚悟が持てていなかった[5]。
- 大学3～4年生の時はドキュメンタリーゼミに所属。ドキュメンタリー番組を見て研究・制作をしていて、放送業界に興味を持っていた[5]。4年生の夏休みに本土復帰50周年の沖縄で卒業制作用の取材をしている時に、男性との出会いがきっかけで、彼の言葉で背中を押してもらう。今まではプライドが邪魔をして「挑戦してもうまくいかない」と思っていたものの、その考え方をガラリと変えて、「せっかくならアナウンサーを目指そう！」と思い至る[5]。
- アナウンサー養成所の東京アナウンススタジオ（代表は元CBCアナウンサーの原元美紀）の出身（第1期生）である[3][6]。佐藤は知人から元CBCアナウンサーの平野裕加里を紹介され、平野を通じて原元を紹介されている。原元はこれが機会となり東京アナウンススタジオを立ち上げている[5]。

### 中部日本放送に入社後
- 2023年4月にCBCテレビ入社。同年7月29日の『なるほどプレゼンター!花咲かタイムズ』でアナウンサーデビュー[4][3]。同年8月1日のCBCラジオのつボイノリオの聞けば聞くほどでラジオデビュー[3][7]。

## 人物
- 趣味：映画鑑賞、読書、ツーリング、サイクリング、サウナ、仏像、ライブに行く[8]など

）
- 想い出の一曲：フジファブリックさんの「若者のすべて」
- インターネットで良く見る（利用する）サイト：歌ネット
- 好きな本・作家：湊かなえさんの「リバース」
- 好きな映画：中村義洋監督の「予告犯」
- 好きな漫画（漫画家）：進撃の巨人、DAYS

## 現在の出演番組

### テレビ
- CBCニュース（不定期）
- ゴゴスマ -GO GO!Smile!- - リポーター
- 燃えよドラゴンズ

### ラジオ
- CBCニュース（不定期）
- アナののびしろ - コーナー担当
  - メインMC（2024年10月4日 - )[9][2]
- ドラ魂キング
  - 2024年10月から2025年9月は、「佐藤楠大のウォークアップソング」のコーナー担当[10]。
  - 木曜担当（2025年4月3日 - ）
- CBCドラゴンズナイター

### インターネット
- CBCアナウンサーYouTubeチャンネル（2023年7月28日 - ）

## 過去の出演番組

### テレビ
- チャント!（2023年10月5日 - 2024年3月28日）- 木曜日プレゼンター
  - わが町が誇る”お値打ち”はコレ!（2023年10月5日　- 、木曜日→月曜日) - リポーター
  - お得教えてくだサトー（2024年4月1日 - 6月24日、月曜日）- リポーター[11]
  - ぶっつけ生リサーチ（ - 2024年6月25日、火曜日）- リポーター[12]

### ラジオ
- つボイノリオの聞けば聞くほど（2023年8月1日、2024年1月19日[13][14]）
- 若狭敬一のスポ音（2023年12月 - 2024年3月23日）-「ハッピーエンターテインメント」のコーナー[15]
- 地方創生プログラム ONE-J（TBSラジオ・JRN）（2024年12月15日・22日）